# ソンニーノ
ソンニーノ（伊: Sonnino）は、イタリア共和国ラツィオ州ラティーナ県にある、人口約7,400人の基礎自治体（コムーネ）。

## 地理

### 位置・広がり

#### 隣接コムーネ
隣接するコムーネは以下の通り。括弧内のFRはフロジノーネ県所属を示す。
- アマゼーノ (FR)
- モンテ・サン・ビアージョ
- ポンティーニア
- プリヴェルノ
- ロッカセッカ・デイ・ヴォルシ
- テッラチーナ

### 気候分類・地震分類
ソンニーノにおけるイタリアの気候分類 (it) および度日は、zona D, 1865 GGである。
また、イタリアの地震リスク階級 (it) では、zona 3B (sismicità bassa) に分類される。

## 行政

### 山岳部共同体
- 広域行政組織である山岳部共同体（イタリア語版）「モンティ・レピーニ・アウソニ山岳部共同体」 (it:Comunità montana dei Monti Lepini Ausoni) （事務所所在地: プリヴェルノ）に属する。

### 分離集落
ソンニーノには、以下の分離集落（フラツィオーネ）がある。
- Capocroce, Cascano, Case Murate, Cerreto, Cotinole, Fienili, Frasso, La Sassa, Monte Romano, Sonnino Scalo

## 姉妹都市
- エシーヌ（フランス語版）、フランス
- Kanal ob Soči、スロベニア
- ビナスコ、イタリア - 2009